# Münze Moskau

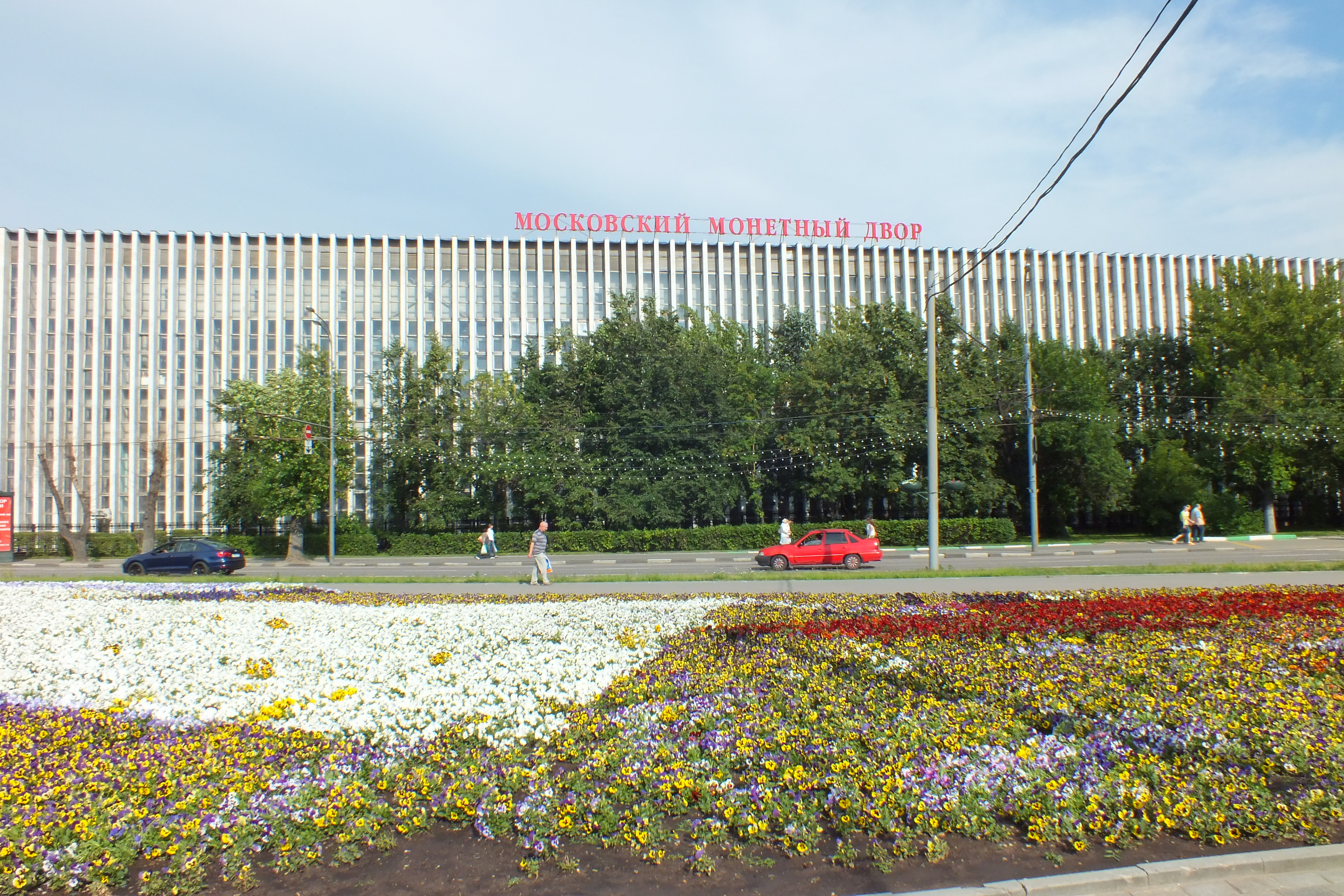
Münze Moskau, 2014

Die Münze Moskau oder Moskauer Münze (russisch: Московский монетный двор) ist eine 1942 in Moskau gegründete Münzprägeanstalt.

## Geschichte
Die Münze Moskau ist neben der Münze Sankt Petersburg ein Teilunternehmen des staatlichen Unternehmens Gosnak, das als Münzstätte im Staatsauftrag Münzen, Medaillen, Orden und Münzen für andere Staaten prägt.
1974 wurde mit dem Bau der heutigen Münzstätte, aufgrund eines Beschlusses des Ministerrats von 1968 begonnen. Endgültig bezugsfertig war das Gebäude im Jahre 1983. Doch schon 1975 begann die Münzstätte mit der Produktion von Golddukaten. 1980 wurden die Prägungen der Gedenkmünzen und Medaillen der Olympischen Sommerspiele 1980 ausgeführt.